# Tata-Gruppe

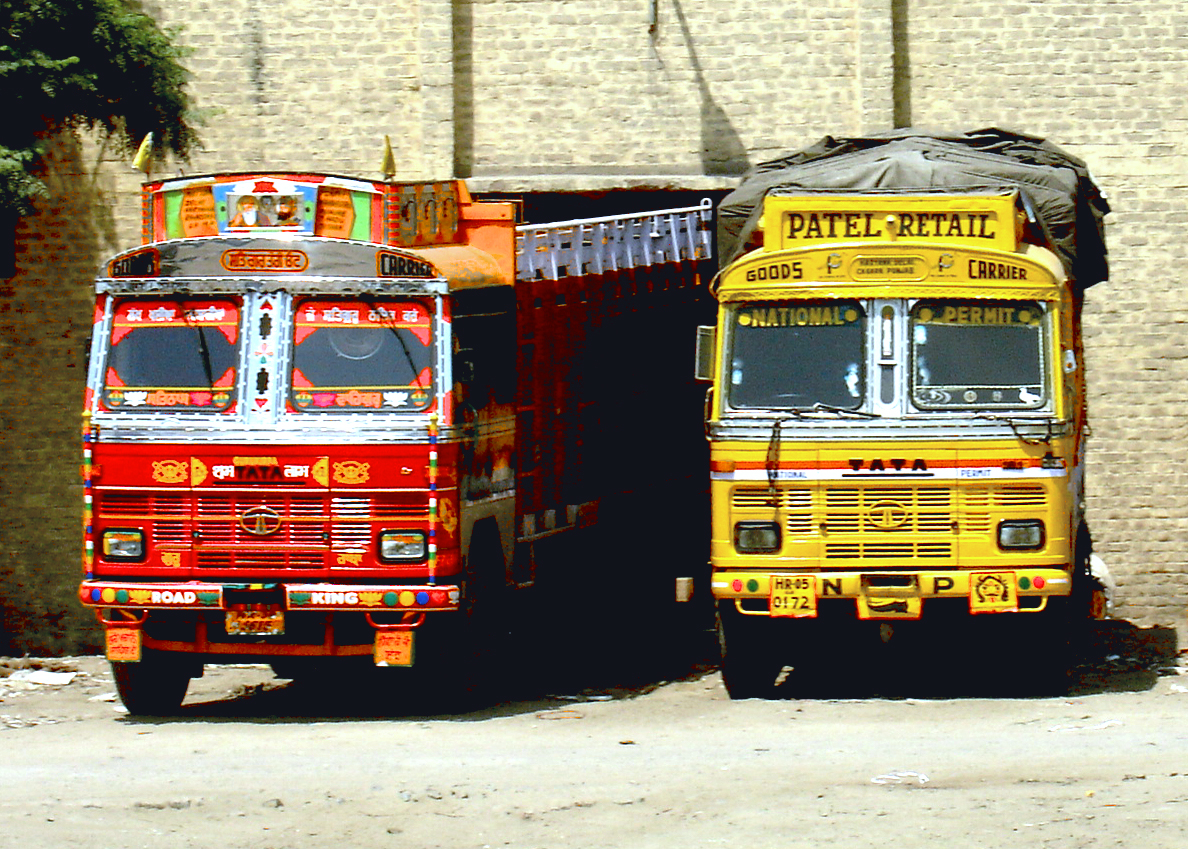
Typisch für das indische Straßenbild: bemalte Tata-Lastwagen

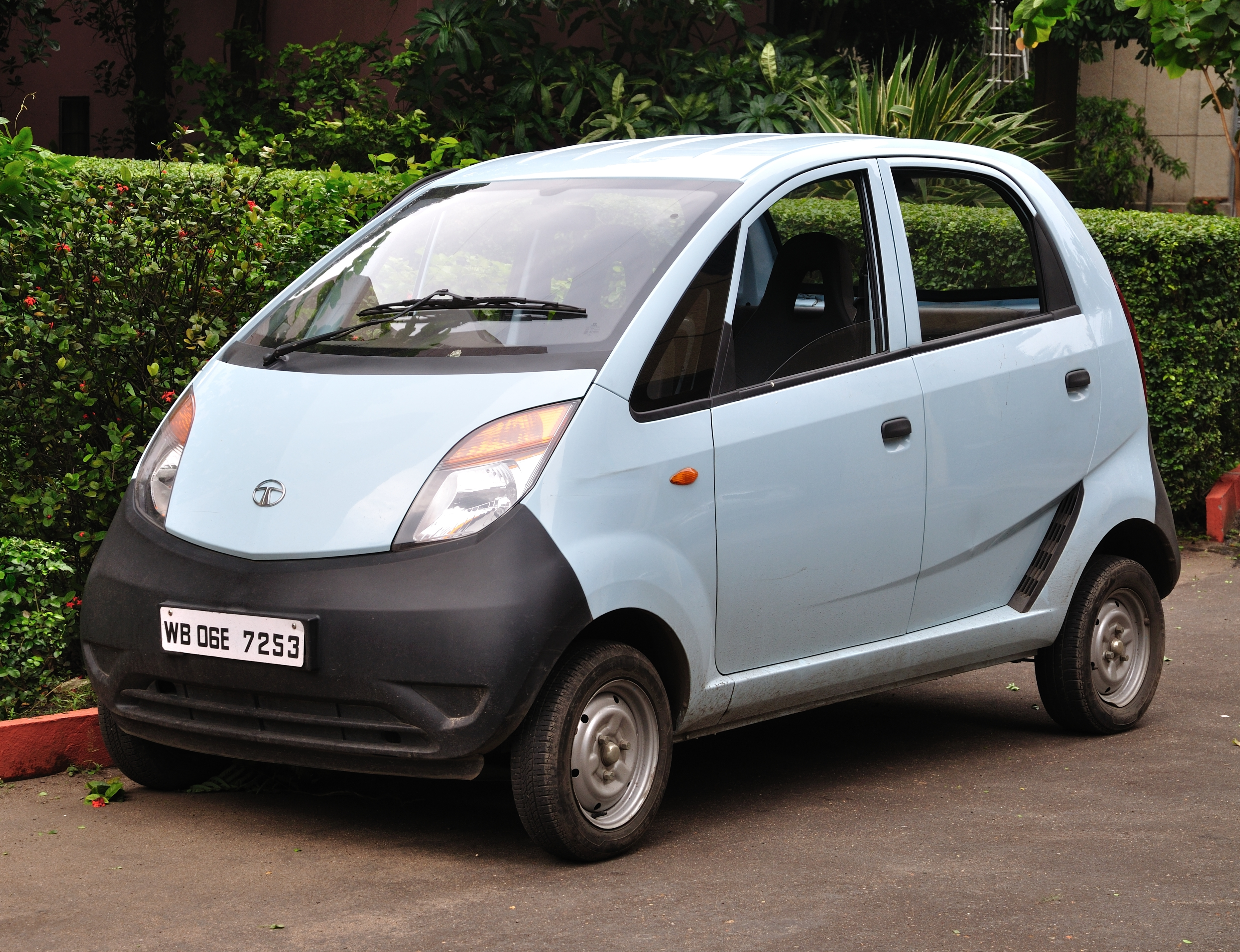
Der Tata Nano

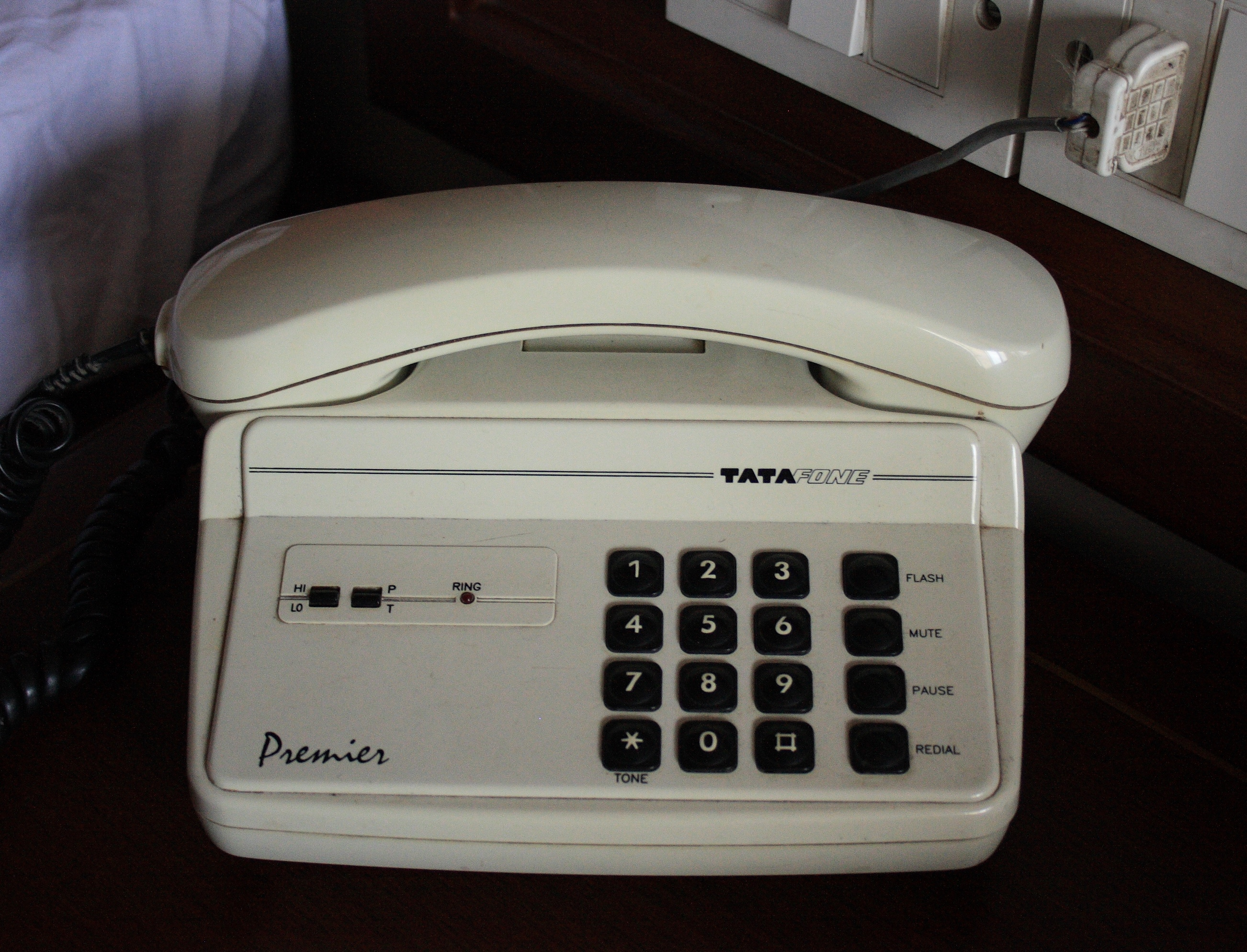
Ein Tata Fone

Logo des Mobilfunknetzbetreibers TATA Docomo

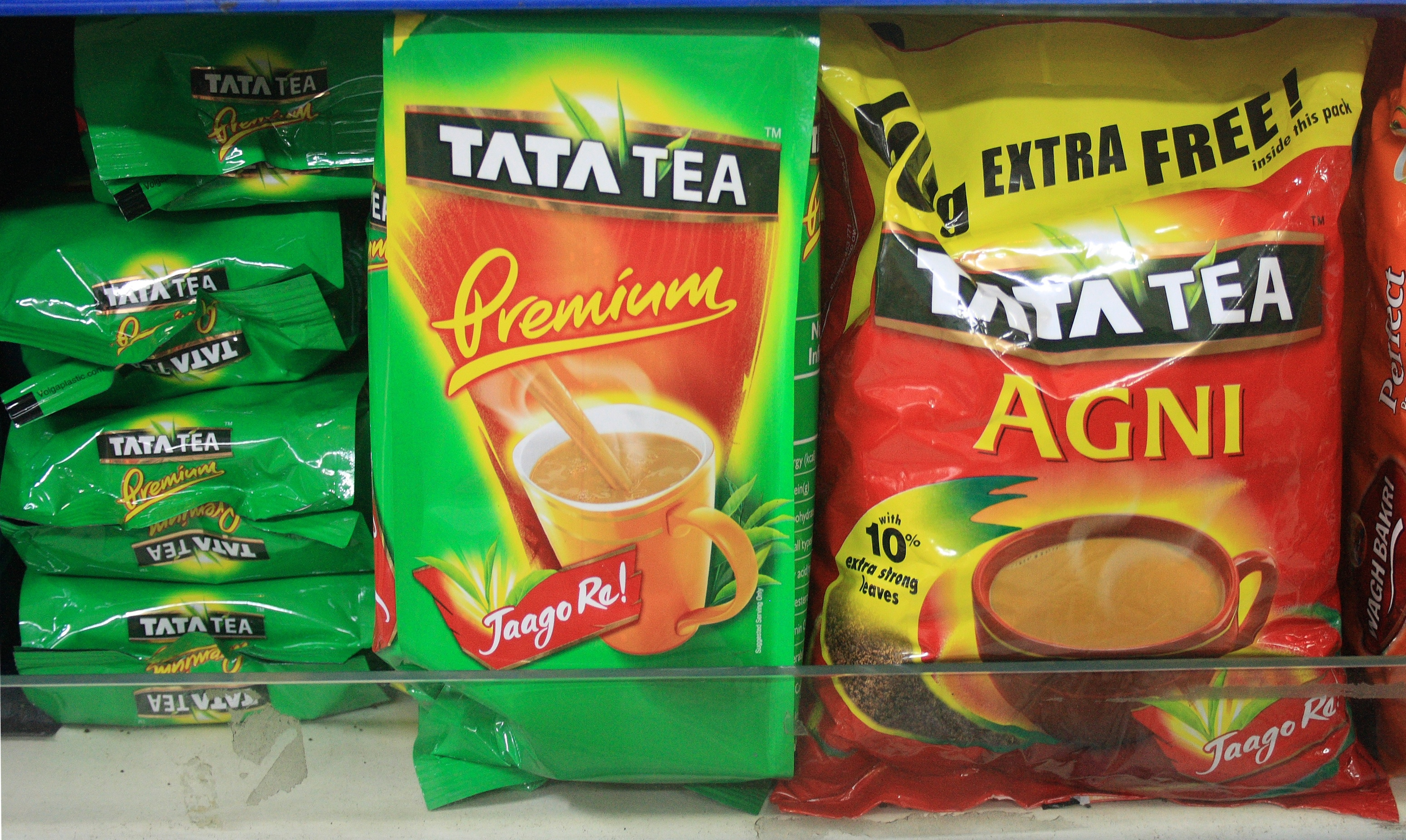
Packungen mit Tata-Tee im Ladenregal

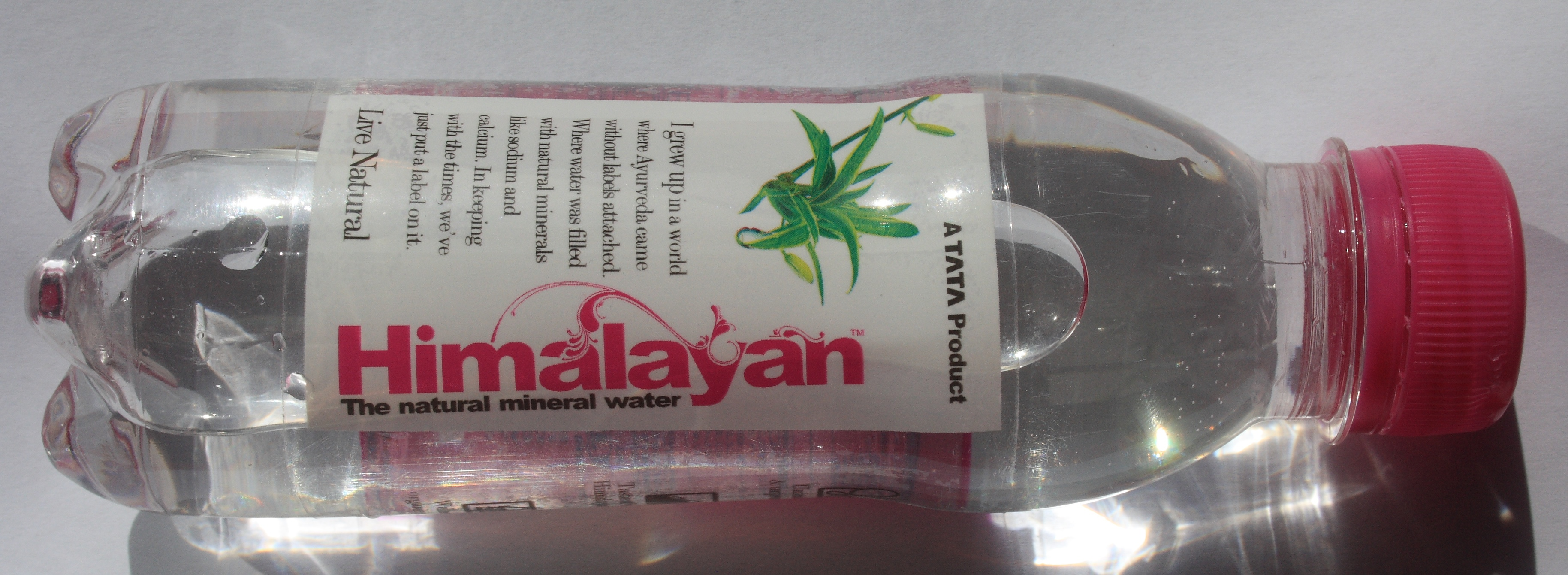
Himalayan – Tata-Mineralwasser

Die Tata-Gruppe unter der Holding der Tata Sons Ltd (Hindi टाटा समूह Ṭāṭā samūh) ist ein im Jahr 1870 von dem Parsen Jamshedji Tata gegründeter indischer Mischkonzern mit Hauptsitz in Mumbai. Zu Ehren des Gründers wurde die Stadt Jamshedpur im indischen Bundesstaat Jharkhand nach ihm benannt. Die Tata-Gruppe beschäftigt aktuell über 1 Mio. Mitarbeiter und unterhält Niederlassungen in 85 Ländern. Insgesamt gehören zur Tata-Gruppe 30 Unternehmen.

## Geschichte
Gegründet wurde der Tata-Konzern von Jamshedji Tata, der im Jahr 1869 eine bankrotte Ölmühle übernahm und zu einer Spinnerei umbaute. Zwei Jahre später verkaufte er die Spinnerei mit großem Gewinn. 1874 gründete er eine Baumwollmühle in Nagpur. Diese stellte den Kern des späteren Tata-Konzerns dar.
Im Jahr 1903 eröffnete das von ihm erbaute Hotel Taj Mahal Palace in Mumbai.
Nach dem Tod des Unternehmensgründers im Jahr 1904 übernahmen dessen Söhne Dorabji und Ratan Tata die Geschäfte. Diese gründeten unter anderem eine Stahlfirma – heute Tata Steel – und einen Energiekonzern – heute Tata Power.
Weiter ausgebaut wurde das Konglomerat unter Jehangir Ratanji Dadabhoy Tata, der den Vorsitz von 1938 bis 1991 innehatte. Unter seiner Ägide erhöhte sich die Anzahl der Firmen unter dem Dach der Tata-Gruppe von 14 auf 90.
Ab 1991 übernahm Ratan Tata den Vorsitz. Unter seiner Ägide trieb der Konzern eine konsequente Internationalisierung voran. Das Konglomerat kaufte international Firmen zu oder betrat mit bereits im Besitz befindlichen Unternehmen neue Märkte.
Im Jahr 2012 übergab Ratan Tata den Vorsitz an Cyrus Pallonji Mistry. Dieser war der zweite Vorsitzende, der nicht aus der Tata-Familie stammte. Im Oktober 2016 wurde Mistry abgesetzt und Ratan Tata übernahm kommissarisch wieder die Leitung des Unternehmens.

## Struktur
Die Tata-Gruppe teilt sich in die Bereiche Metallindustrie, Automobile, Telekommunikation, Software-Industrie und Tourismus auf. Ein ehemaliges Unternehmen, das zur Tata-Gruppe gehörte, war Tata Airlines, das 1953 verstaatlicht wurde und Vorläufer der nationalen Fluglinie Air India war. Folgende Firmen und Marken sind in diesen Gruppen gebündelt:

### Metallverarbeitung und Fahrzeugbau
- Tata Motors, hervorgegangen aus dem Lokomotivenhersteller TELCO (TATA Engineering and Locomotive Company), ist ein Fahrzeughersteller, zu dem seit März 2008 unter anderem die Marken Land Rover und Jaguar gehören
- Tata Autocomp Systems Ltd (TACO) stellt Fahrzeugkomponenten im Rahmen von Joint Ventures mit zahlreichen ausländischen Automobilzulieferern her
- Tata Projects
- TCE Consulting Engineers
- Voltas
- TAL Manufacturing Solutions
- Telco Construction Equipment Company
- TRF

### Rohstoffverarbeitung
- Tata Steel (früherer Name TISCO, Tata Iron and Steel Company Ltd) war Indiens erstes Eisen und Stahl verarbeitendes Unternehmen. Seine Hauptwerke befinden sich in Jamshedpur, sein Hauptsitz in Mumbai.
- Tata Advanced Materials
- Tata Tinplate

### Energie
- Tata Power ist einer der größten privaten Stromerzeuger in Indien und versorgt auch Mumbai.

### Chemie
- Rallis India
- Tata Chemicals
- Tata Pigments

### Dienstleistungen
- The Indian Hotels Company
- THDC
- Tata-AIG General Insurance
- Tata-AIG Life Insurance
- Tata Asset Management
- Tata Financial Services
- Tata Investment Corporation
- Tata Share Registry
- Tata Economic Consultancy Services
- Tata Quality Management Services
- Tata Strategic Management Group (TSMG) ist eine der größten Unternehmensberatungen in Südasien.
- Tata Services
- Tata Consultancy Services

### Konsumgüter
- Tata Global Beverages (ehemals Tata Tea Limited) ist der zweitgrößte Hersteller von verpacktem Tee weltweit. Zum Unternehmen gehört unter anderem die Marke Tetley, unter der sie vor allem in Europa Tee verkauft.
- Tata McGraw Hill Publishing Company
- Titan Industries Hersteller von Titanuhren
- Trent, betreibt die Einzelhandelsketten Westside (Bekleidung und Lifestyle-Artikel), Star Bazaar (Selbstbedienungs-Warenhäuser) und Landmark (Bücher, Tonträger). Star Bazaar wird seit 2014 als 50/50-Gemeinschaftsunternehmen mit der britischen Handelsgruppe Tesco betrieben.
- Tata Ceramics
- Himalayan Water (Mineralwasser)
- Tata Salt

### Informations- und Kommunikationstechnik
- Computational Research Laboratories (CRL): arbeitet mit dem Supercomputer EKA
- Tata Interactive Systems, E-Learning und Unternehmensplanspiele
- Tata Elxsi Softwarehersteller in Bengaluru. Eine der führenden Firmen der Animationsindustrie in Indien.
- Nelito Systems
- SerWizSol
- Tata Infotech
- Tata Technologies Limited
- Tata Teleservices
- Tata Communications, ein großes indisches Telekommunikationsunternehmen, das 2002 unter dem Namen VSNL erworben wurde.
- Tatanet
- Nelco
- INCAT
- Tata Consultancy Services

## Bildungseinrichtungen
Tata unterhält folgende Bildungseinrichtungen:
- „Tata Institute of Science“ heute umbenannt in Indian Institute of Science, Bengaluru, Indien
- Tata Institute of Fundamental Research
- Tata Management Training Centre, Pune, Indien
- Tata Institute of Social Sciences
- National Centre for the Performing Arts